# Obszar Umocnień Czechosłowackich Hlučín-Darkovičky
Obszar Umocnień Czechosłowackich Hlučín-Darkovičky (czes. Areál československého opevnění Hlučín-Darkovičky) – oddział Muzeum Śląskiego w Opawie obejmujący obszar „betonowej granicy” – czechosłowackich fortyfikacji zbudowanych w latach 1935-1938. Budowle poddawane były gruntownej renowacji od połowy lat 80. XX wieku i udostępnione zostały zwiedzającym w 1992 roku. 
Muzeum znajduje się w Hlučínie-Darkovičkach.